# Belchertown (Massachusetts)
Belchertown es un pueblo ubicado en el condado de Hampshire en el estado estadounidense de Massachusetts. En el Censo de 2010 tenía una población de 14.649 habitantes y una densidad poblacional de 102,23 personas por km².

## Geografía
Belchertown se encuentra ubicado en las coordenadas 42°16′44″N 72°24′2″O / 42.27889, -72.40056. Según la Oficina del Censo de los Estados Unidos, Belchertown tiene una superficie total de 143.29 km², de la cual 136.34 km² corresponden a tierra firme y (4.85%) 6.94 km² es agua.

## Demografía
Según el censo de 2010, había 14.649 personas residiendo en Belchertown. La densidad de población era de 102,23 hab./km². De los 14.649 habitantes, Belchertown estaba compuesto por el 93.8% blancos, el 1.36% eran afroamericanos, el 0.14% eran amerindios, el 2.08% eran asiáticos, el 0.05% eran isleños del Pacífico, el 0.79% eran de otras razas y el 1.77% pertenecían a dos o más razas. Del total de la población el 2.63% eran hispanos o latinos de cualquier raza.